# Résidence de la Cambre
La Résidence de la Cambre est le premier gratte-ciel érigé à Bruxelles, en Belgique.

## Localisation
La Résidence de la Cambre est située boulevard Général Jacques, 20, à 1050 Ixelles, à deux pas du rond-point de l'Étoile et de l'abbaye de la Cambre et près de la rive est des étangs d'Ixelles.
Le célèbre rond-point de l'Étoile regroupe cinq immeubles à appartements remarquables : le Palais de la Cambre de l'architecte Camille Damman (1925-1930), le Palais de la Folle Chanson de l'architecte Antoine Courtens (1928), le Palais du Congo de l'architecte et promoteur immobilier Camille Damman (1930), la Résidence Ernestine du même Collin (1936) et la Résidence de la Cambre édifiée par Marcel Peeters,,.

Rond-point de l'Étoile
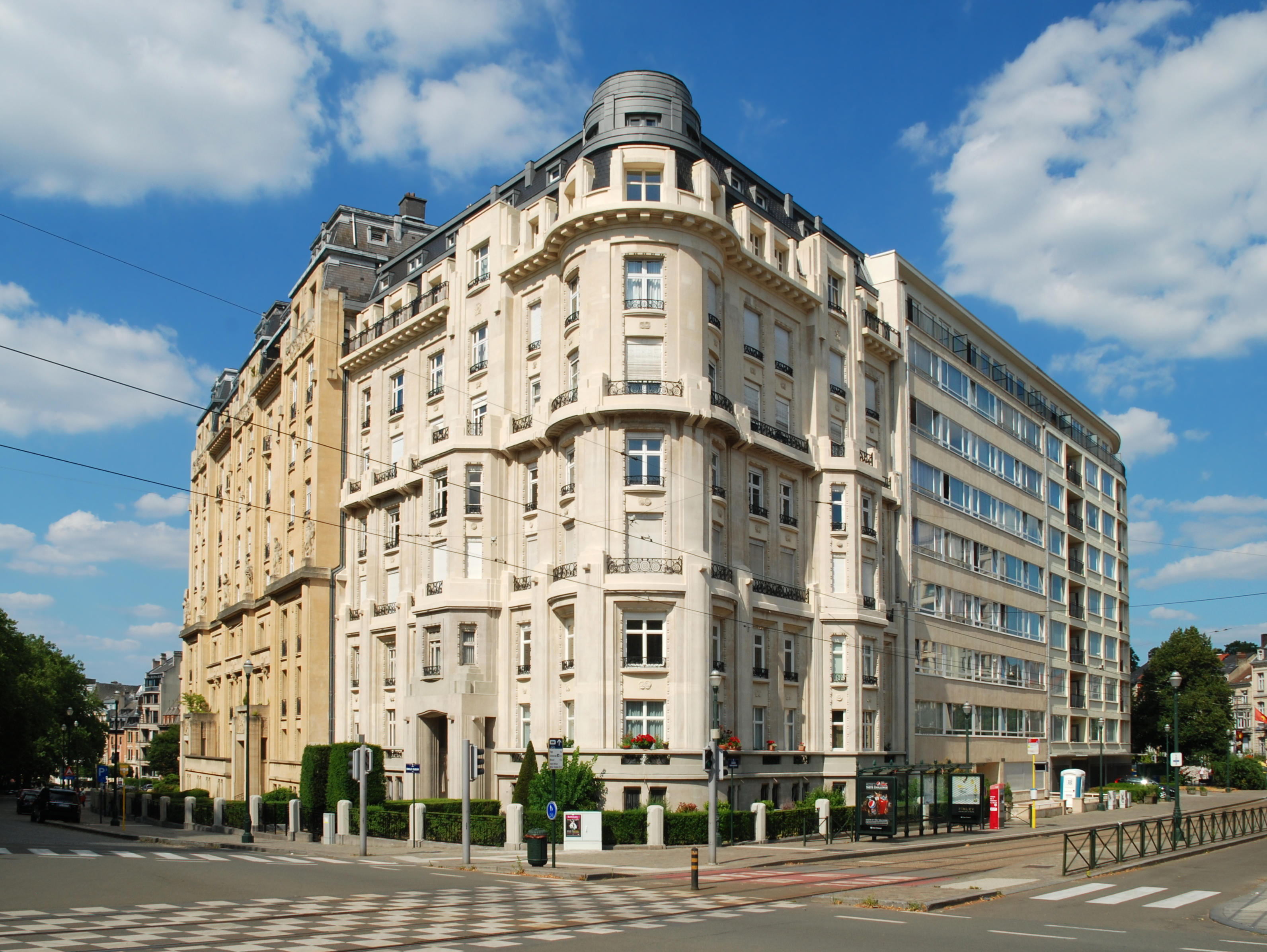
Palais de la Cambre.
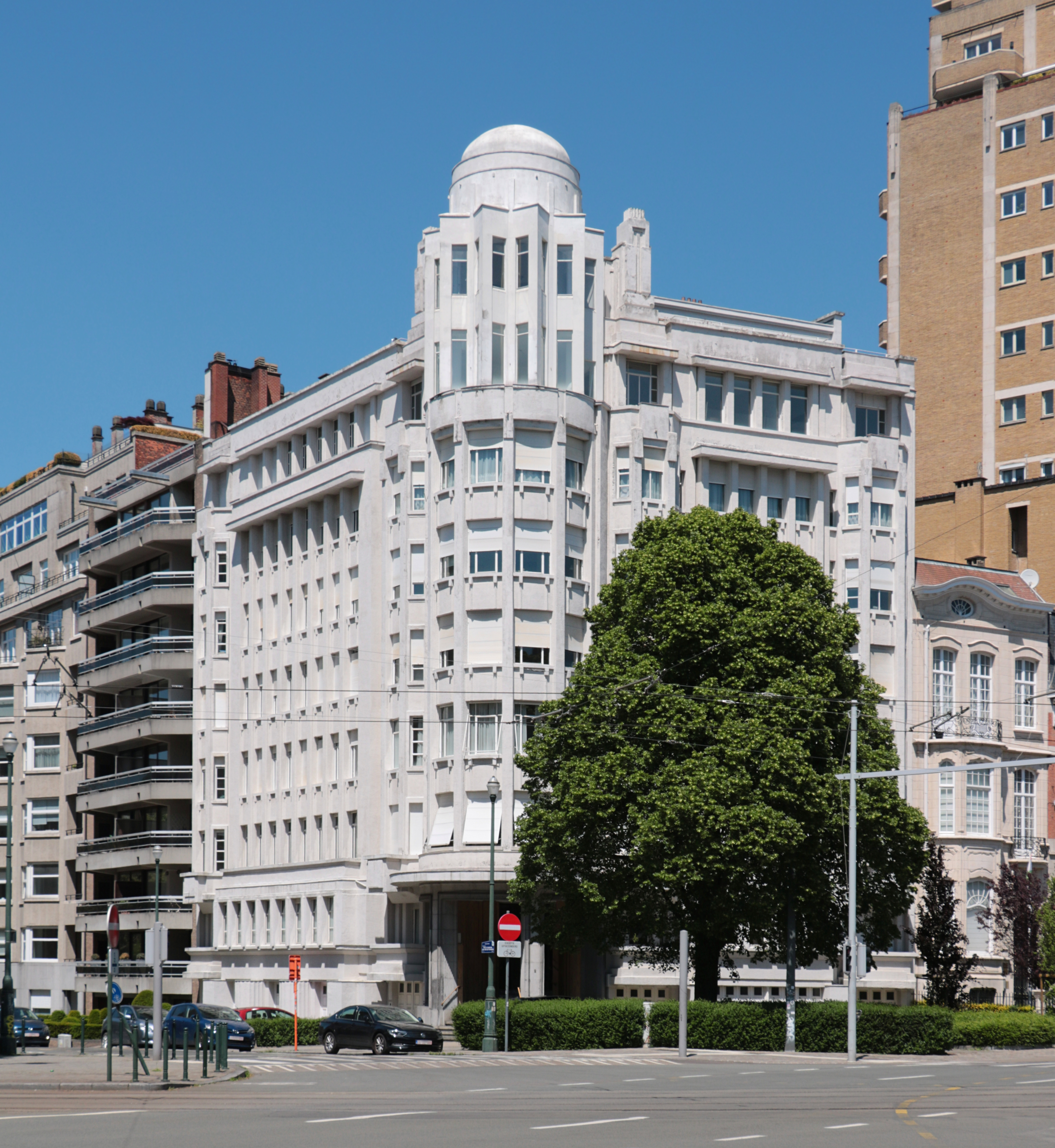
Palais de la Folle Chanson.
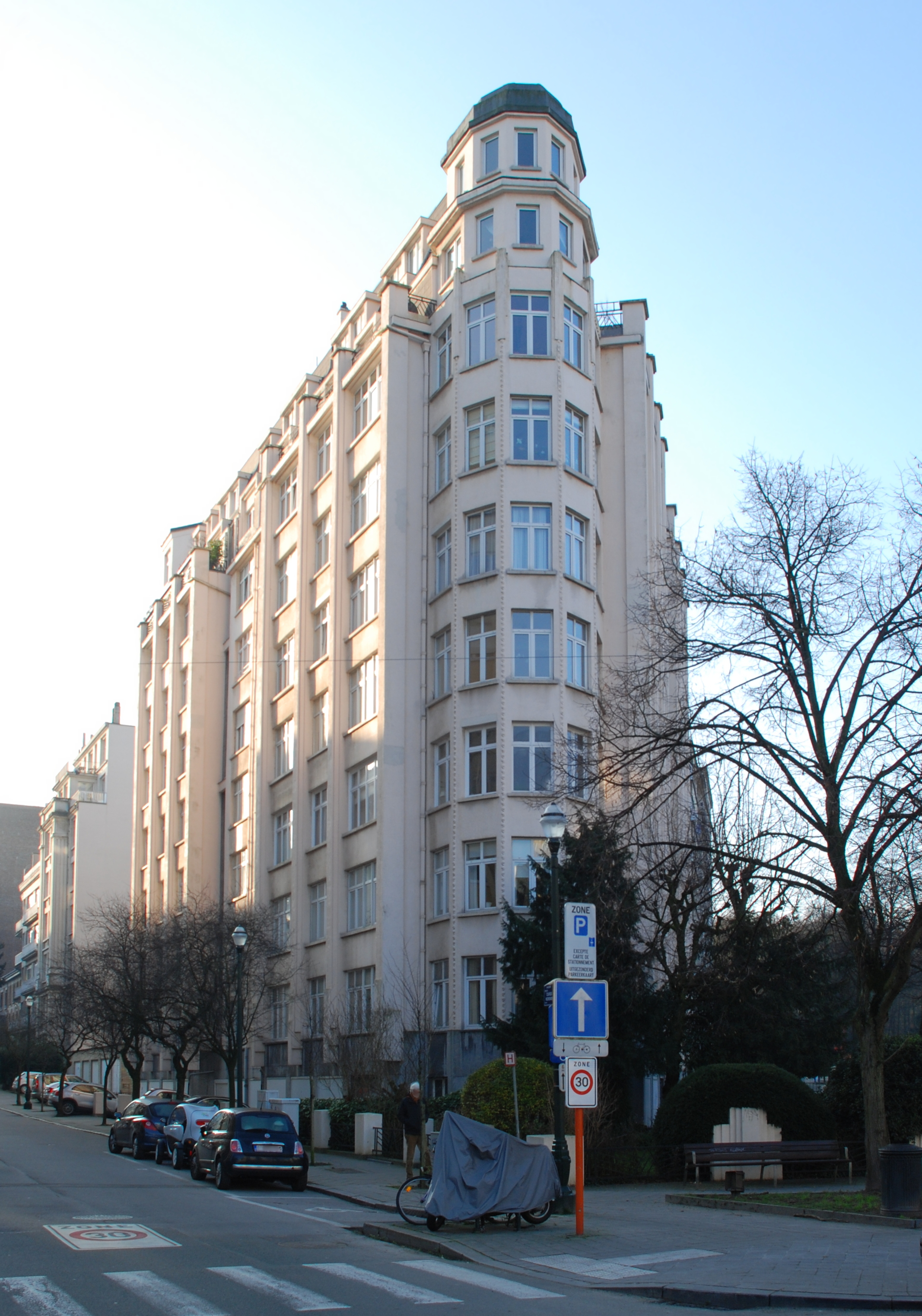
Palais du Congo.
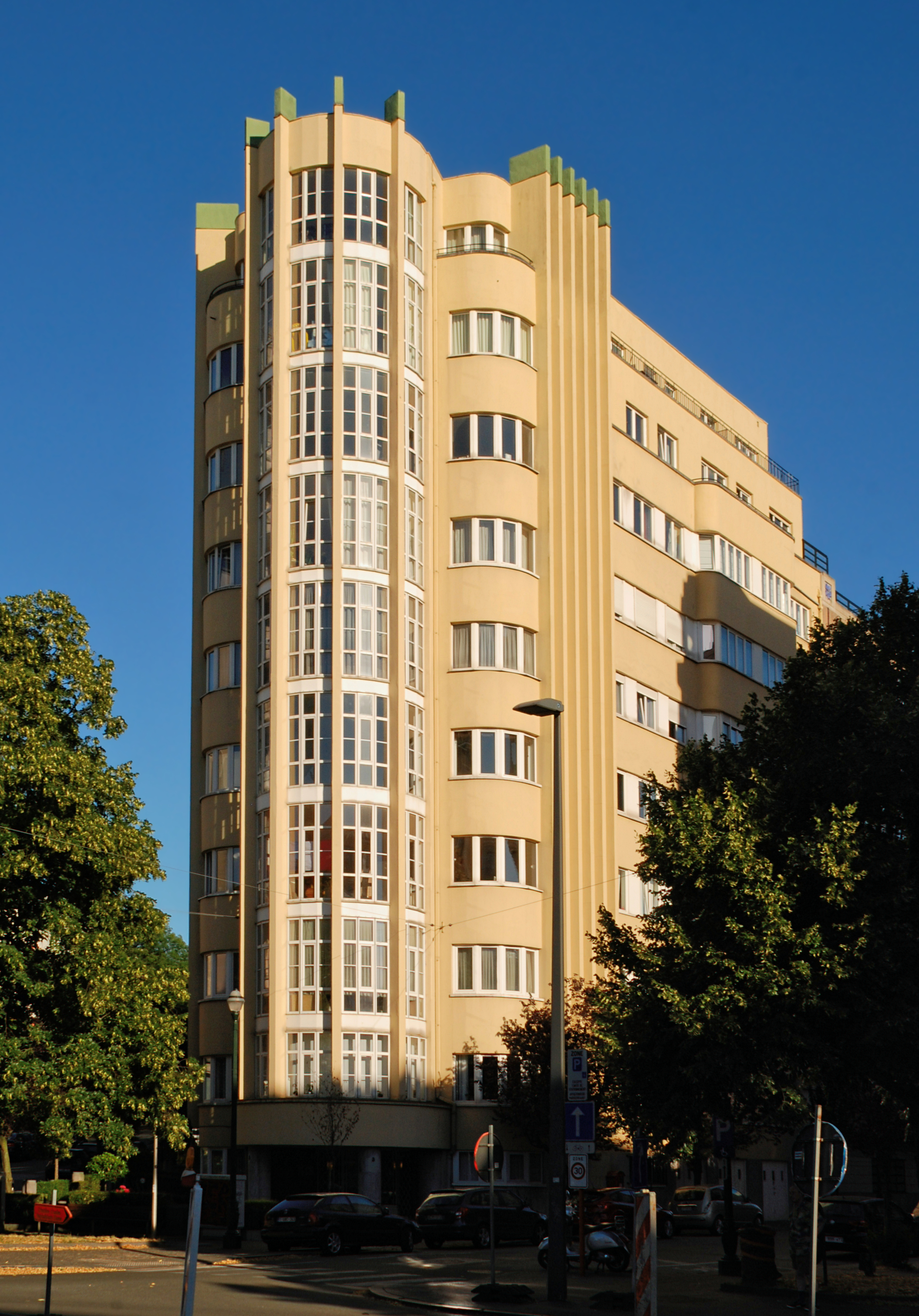
Résidence Ernestine.

## Historique
Cet immeuble résidentiel de 17 étages situé au 20 boulevard Général Jacques, près de la place de l'Étoile à Ixelles a été construit en 1938 et 1939 à Ixelles, selon les plans de l'architecte Marcel Peeters, qui s'est inspiré du style Art déco new-yorkais.
Sur l'initiative d'Emir Kir, l'immeuble est classé comme monument historique le 14 juillet 2005,.
En avril 2007, le gouvernement bruxellois a octroyé une subvention de € 740 000, pour la restauration de la façade et du toit.

## Architecture
Surnommé « tour Chicago » (The Chicago Building) en raison de son profil en gradins symétriques, le bâtiment se compose avant tout de béton mais sa façade est principalement recouverte de brique de Boom avec de la pierre blanche, sur les pinacles, de la pierre grise et du granit de Suède sur le parement du rez-de-chaussée. Hergé s'en serait d'ailleurs inspiré pour représenter Chicago dans Tintin en Amérique.

Résidence de la Cambre
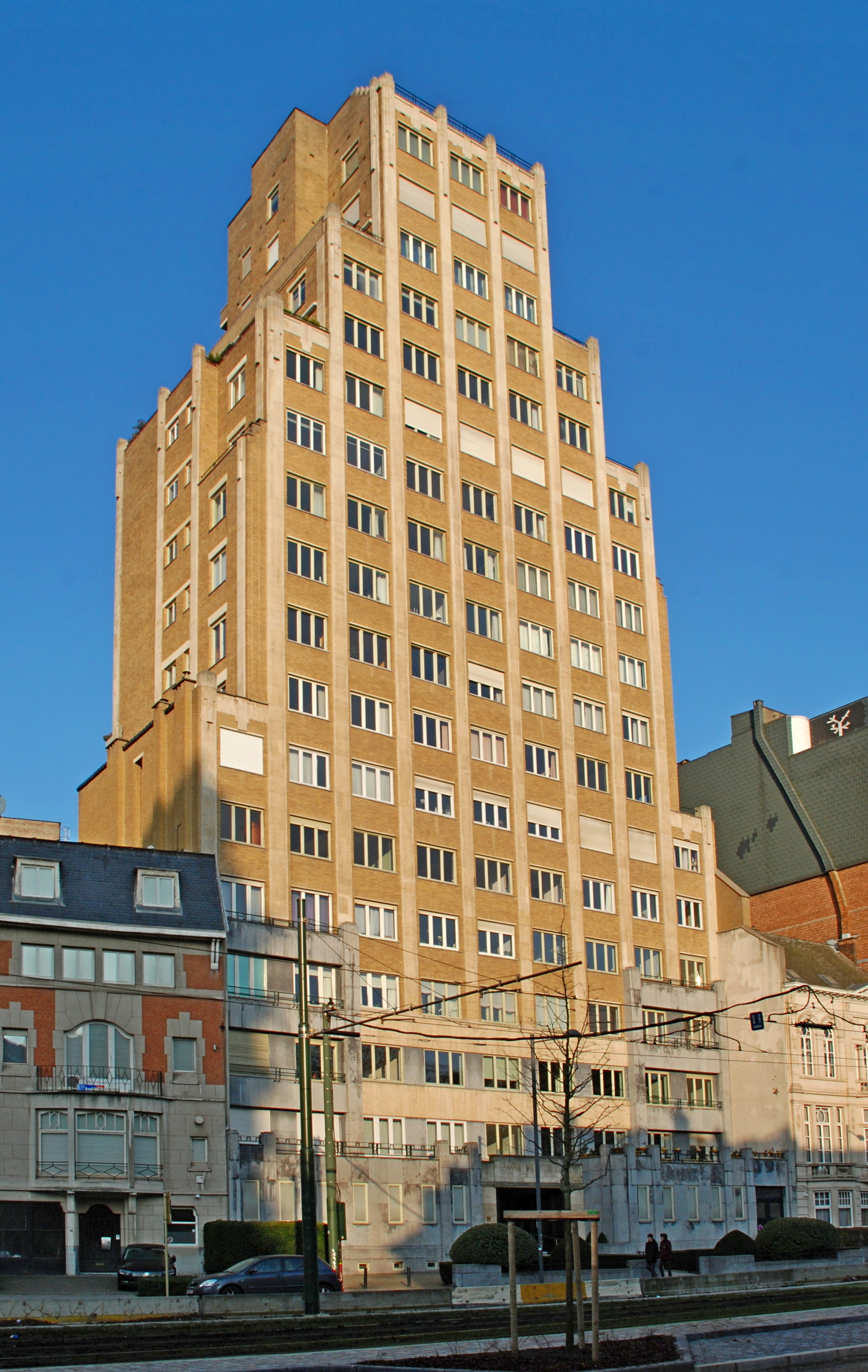
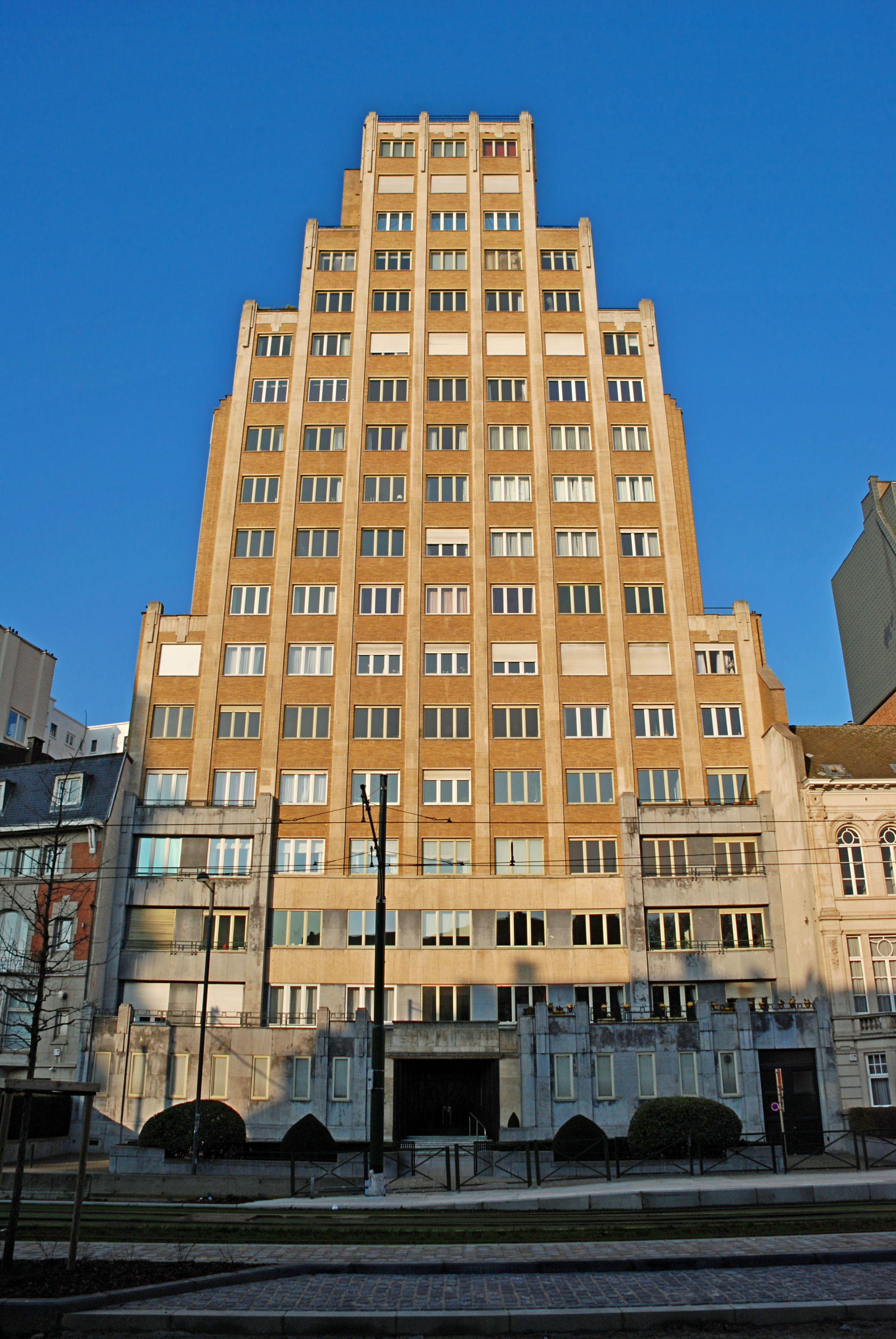
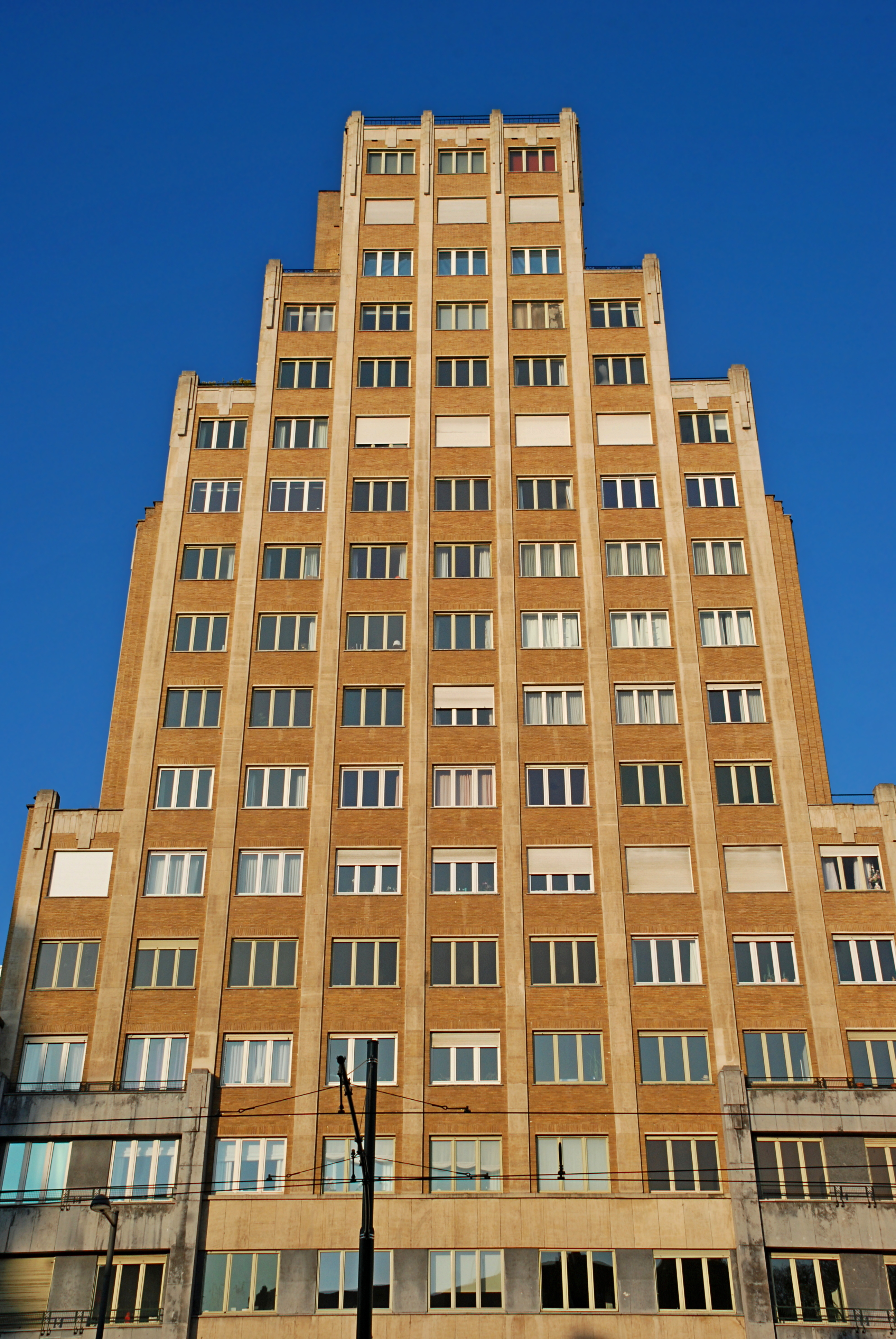